# Jestem Bogiem (album)
Jestem Bogiem – minialbum polskiej grupy hip-hopowej Paktofonika, promujący jej album Kinematografia. Wydawnictwo ukazało się 7 czerwca 2001 roku nakładem wytwórni muzycznej Gigant Records. Do utworu tytułowego został zrealizowany teledysk. Nagrania dotarły do 30. miejsca zestawienia OLiS.
Pod tytułem Jestem Bogiem w 2001 roku została wydana także 12" płyta winylowa. Wydawnictwo ukazało się nakładem Gigant Records w kooperacji z firmą Doperacja. Na płycie znalazły się remiksy i utwory instrumentalne. Materiał był sygnowany logo kolektywu PFK Kompany.
Pochodząca z płyty piosenka pt. „Stauo sie!!!” została wykorzystana w 2003 roku w filmie obyczajowym Powiedz to, Gabi w reżyserii Rolanda Rowińskiego.

## Lista utworów
Opracowano na podstawie materiału źródłowego.
| #  | Tytuł                                                                   | Produkcja | Długość |
| -- | ----------------------------------------------------------------------- | --------- | ------- |
| 1  | „Intro”[A]                                                              | —         | 1:39    |
| 2  | Fokus, Magik, Rahim – „Jestem Bogiem (cenzor)”                          | Kipper    | 3:23    |
| 3  | Fokus – „Esperanto (FKS solo)”                                          | Foqsonik  | 3:01    |
| 4  | Fokus, Magik, Rahim – „Jestem Bogiem feat. Śliwka Tuitam (DJ Haem RMX)” | DJ Haem   | 3:12    |
| 5  | Rahim – „Stauo sie!!!”                                                  | Prosper   | 3:40    |
| 6  | Fokus, Magik, Rahim – „Jestem Bogiem (Kipper RMX)”[B]                   | Kipper    | 6:14    |
| 7  | Magik – „T.J. Telewizor (Mag solo)”                                     | Prosper   | 3:32    |
| 8  | Fokus, Magik, Rahim – „Jestem Bogiem (Straho RMX)”                      | Straho    | 3:21    |
| 9  | Fokus, Magik, Rahim – „Jestem Bogiem (Foqsonik RMX)”                    | Foqsonik  | 3:02    |
| 10 | Fokus, Rahim – „Bonusik (dla redaktorów)”                               | Straho    | 1:26    |
| 11 | Fokus, Magik, Rahim – „Jestem Bogiem” (teledysk)                        | Kipper    | 3:56    |

Notatki
- A^ W utworze zostały wykorzystane sample z piosenek: SBB – „I Need You Baby” z albumu SBB (1974) oraz „Serce matki” z repertuaru Mieczysława Fogga[9].
- B^ W utworze zostały wykorzystane sample z piosenki „The Fall” z repertuaru Electric Light Orchestra[9].

| LP |
| --- |
| Strona A 1. "S'tem bogiem" (DJ Haem Remix) 2. "W peunej gotowości" 3. "Chwile ulotne" (Clip Wersja) 4. "Rób co chcesz" (Mag Voc) 5. "Lepiej być nie może" (Mag Voc) Strona B 1. "Chwile ulotne" (Instrumental) 2. "S'tem Bogiem" (Instrumental) 3. "W peunej gotowości" (Instrumental) 4. "S'tem Bogiem" (Mag Voc) 5. "Chwile ulotne" (Mag Voc) |

## Twórcy
Opracowano na podstawie materiału źródłowego.
- Wojciech „Fokus” Alszer – rap (2-4, 6, 8-9, 11), słowa, produkcja (3, 9), głos (10)
- Piotr „Magik” Łuszcz – rap (2, 4, 6-9, 11), słowa
- Sebastian „Rahim” Salbert – rap (2, 4-6, 8-9, 11), słowa, produkcja (8, 10), głos (10)
- Sebastian „DJ Bambus” Michalski – skrecze (2, 5-6, 8-9, 11)
- Piotr „DJ Haem” Jończyk – skrecze (3-4), produkcja (4)
- Michał „Prosper” Bębenek – produkcja (5, 7)
- Dariusz „Kipper” Łamacz – produkcja (2, 6, 11)
- Rafał „Śliwka Tuitam” Śliwiak – śpiew (4)